# مارچین لئوپولتا
مارچین لئوپولتا (انگلیسی: Marcin Leopolita; ۱ ژانویهٔ ۱۵۳۷ – ۱ ژانویهٔ ۱۵۸۴) آهنگساز اهل مشترک‌المنافع لهستان–لیتوانی بود.